# Inga Lindström: Inselsommer
Inselsommer ist ein deutscher Fernsehfilm von Karola Meeder aus dem Jahr 2004. Er ist Bestandteil des ZDF-Herzkino-Sonntagsfilms und der fünfte Film der Inga-Lindström-Reihe nach der gleichnamigen Erzählung von Christiane Sadlo. Die Hauptrollen sind mit Anne Brendler, Kai Scheve, Gerlinde Locker und Gila von Weitershausen besetzt.

## Handlung
Katharina Fredholm ist eine erfolgreiche Köchin in einem Dreisterne-Lokal in Stockholm. Bevor sie ihre Tochter von der Schule abholen muss, serviert sie einem Gast noch sein bestelltes Essen. Da sie es eilig hat, ist sie etwas unhöflich, als der Gast etwas zu ihr sagt. Sie wird erst später erfahren, wer der Gast war.
Ihre Tante Augusta hat ihr einen Brief geschrieben aus dem sie erfährt, dass ihr Onkel verstorben ist und ihr etwas hinterlassen hat. So fährt sie mit Tochter Annika zu ihr. Eigentlich wollten die beiden ja in die Badeferien nach Spanien, aber ein kurzer Besuch liegt noch drin. Augusta freut sich riesig und zeigt Katharina auch gleich ihr Erbe: das Motorboot. Bei einer Probefahrt beginnt der Gashebel zu klemmen und sie kollidiert seitlich mit einer Jacht. Der Besitzer ist niemand geringeres als der Gast aus dem Lokal. Er stellt sich als Sven Swedenborg vor und ist ziemlich wütend.
Seine Mutter Viveca will auf dem neu erworbenen Gut ihren 60. Geburtstag feiern, doch nun hat der Caterer abgesagt. Sven erinnert sich an das „Tärna“, ein Lokal ganz in der Nähe, das Augusta mit ihrem verstorbenen Mann geführt hat. Doch sie will den Auftrag nicht annehmen, währenddessen Katharina eine Chance sieht, das Lokal zu retten. Als sie bei Viveca ihr Konzept präsentieren will, wird nichts daraus, weil Viveca erfahren hat, wem das Lokal gehört und Augusta die Tante von Katharina ist. Sven und Katharina sind ganz entgeistert, denn sie verstehen den Entscheid nicht. Kurze Zeit später sagt Sven ihr dann doch noch zu, gegen den Willen seiner Mutter.
Katharina erhält überraschend einen Anruf von Harald, dem Vater von Annika. Ihre Tochter weiß nicht, dass es ihn gibt. Er will dies ausnutzen und setzt Katharina unter Druck. Marita, die Freundin von Sven, muss wieder zurück nach Stockholm, weil sie ihre Galerie nicht alleine lassen kann. Sven lädt Katharina zu einem Ausflug ein, wo sie sich näher kommen und schließlich miteinander schlafen.
Als sie zurückkehren, werden sie von einem Journalisten erkannt und fotografiert. Am nächsten Morgen sind sie auf Seite 1, Viveca und Marita sind entsetzt. Marita droht ihm sogar unverhohlen, die Fusionsverhandlungen mit ihrem Vater platzen zu lassen. Auch Harald sieht sie in der Zeitung und erpresst Katharina damit.
Viveca kann sich endlich aufraffen und besucht Augusta, sie hegt aber immer noch einen Groll, weil ihr damaliger Freund sie ihretwegen sitzen gelassen hat. Sven redet auf Viveca ein und macht ihr klar, dass er die Beziehung zu Katharina nicht aufgeben wird. Harald ist in der Zwischenzeit auf der Insel aufgetaucht und lockt Annika mit einer Bootsfahrt zu sich, um seinen Forderung Nachdruck zu verleihen. Glücklicherweise ist Sven gerade da, und so können sie die verzwickte Situation lösen.
Endlich kann Viveca Augusta verzeihen, weil sie eingesehen hat, dass sie ihr tolles Leben mit ihrem Mann und ihrem Sohn eigentlich ihr verdankt. Sven reist nach Stockholm, um mit Maritas Vater zu sprechen, trifft aber Marita selbst. Auch sie hat gemerkt, dass sie Sven keine Steine in den Weg legen darf und verspricht, alles mit ihrem Vater zu klären. Schlussendlich treffen sich alle zu einem tollen Geburtstagsfest.

## Hintergrund
Inselsommer wurde vom 2. Juni bis zum 31. Juli 2004 an Schauplätzen in Schweden gedreht. Produziert wurde der Film von der Bavaria Fiction GmbH.

## Rezeption

### Einschaltquote
Die Erstausstrahlung am 23. Januar 2005 im ZDF wurde von 8,40 Millionen Zuschauern gesehen, was einem Marktanteil von 22,0 % entspricht.

### Kritiken
Die Kritiker der Fernsehzeitschrift TV Spielfilm zeigten mit dem Daumen geradeaus und fassten den Film mit den Worten „Das schwedische Pilcher-Pendant“ kurz zusammen.